# 5-甲氧基二甲基色胺
5-甲氧基二甲基色胺（英語：5-methoxy-N,N-dimethyltryptamine，缩写5-MeO-DMT）是一种二甲基色胺衍生物，属于一种色胺类致幻剂，存在于很多植物和蟾蜍中，1936年由東京工業大學的星野敏雄首次合成。